# 4758 Hermitage
4758 Hermitage (1978 SN4) là một tiểu hành tinh nằm phía ngoài của vành đai chính được phát hiện ngày 27 tháng 9 năm 1978 bởi Chernykh, L. I. ở Nauchnyj.